# Средња школа „Никола Тесла“ Брод
Средња школа „Никола Тесла” Брод је једна од средњих школа у Броду. Налази се у улици Краља Петра I Ослободиоца 7. Име је добила по Николи Тесли, српском и америчком проналазачу, инжењеру електротехнике и машинства и футуриста, најпознатијем по свом доприносу у пројектовању модерног система напајања наизменичном струјом.

## Историјат
До 1976. године је Брод имао две средње школе, Економску и Металопрерађивачку, а тада су се удружиле у једну и добијају назив Школски центар „Фриц Павлик” по народном хероју Југославије. Исте године је сазидана нова школска зграда, у којој се настава и данас реализује, свечано отварања је одржано 22. децембра 1976. године. Тада су у школи постајале три организације удруженог рада: Организација удруженог рада за образовање стручних радника техничког занимања, Организација удруженог рада за образовање стручних радника економских и сродних занимања и Организација удруженог рада радне заједнице. Године 1985—1986. је уведена нова Организација удруженог рада техно сервис. Све до рата се настава одвијала у две смене јер је општина имала знатно више становника, а након њега се тај број смањио па је и потреба за другом сменом нестала, школа мења назив од марта 1992. у Средња школа „Никола Тесла”. Након рата је зграда била у тешком стању, школа је престала са радом 2. марта 1992, а у новембру су почеле припреме за оспособљавање школе и трајале су до 18. јануара 1993. након чега почиње са радом.
Гимназија је уведена 1995. године како би ученици који су дошли из Шипова и Јајца, након ратних дешавања на њиховим просторима, наставили школовање без прекида. Радила је годину дана, а након одласка ових ученика је уведено подручно одељење. Ученици који су већ започели школовање у гимназији у њој су похађали наставу, али су евидентирани као ученици дервентанске гимназије. Подручно одељење је похађала генерација 1996—2000. Гимназија је званично уведена школске 2007—2008. године. Последња промена у називу је забележена 2013. године, Јавна установа средњошколски центар „Никола Тесла”. Теоријска настава општеобразовних предмета се изводи у оквиру смерова Машинство и обрада метала, Електротехника, Хемија, неметали и графичарско, Угоститељство и туризам, Економија, право и трговина, Гимназија општег смера и Остале делатности које подразумева занимање фризер, које је уведено 2014. године по први пут у Броду. Године 2015. је уведено занимање машински техничар за компјутерско конструисање, 2018. електротехничке струке – техничар информационих технологија, 2019. техничар мехатронике и 2021. године техничар CNC технологија. Почетком 2011. године је школа добила дозволу од Завода за образовање одраслих и тада почиње вечерња школа у два занимања хемијске струке.

## Догађаји
Догађаји средње школе „Никола Тесла”:
- Светосавска академија[6]
- Никољдан[7]
- Дечија недеља[8]
- Дан српског јединства, слободе и националне заставе[9]
- Дан средњошколаца[10]
- Дани отворених врата[11]
- Дани математике[12]
- Дан борбе против мина[13]
- Дан планете Земље[14]
- Дан полиције Републике Српске[15]
- Дан ослобођења Брода[16]
- Дан Душка Трифуновића[17]
- Дан сећања на жртве холокауста, геноцида и других жртава фашизма у Другом светском рату[18]
- Европски дан језика[19]
- Европски дан борбе против трговине људима[20]
- Светски дан прве помоћи[21]
- Светски дан срца[22]
- Светски дан менталног здравља[23]
- Светски дан особа са Дауновим синдромом[24]
- Светски дан борбе против сиде[25]
- Међународни дан матерњег језика[26]
- Међународни дан жена[27]
- Међународни дан борбе против насиља над женама[28]
- Међународни дан безбедности на интернету[29]
- Манифестација „Дани зиме на Козари”[30]
- Национална еколошка олимпијада[31]
- Сајам књига у Бања Луци[32]
- Сајам књига у Београду[33]
- Сајам занимања у Бања Луци[34]
- Национална еколошка олимпијада[35]